# Srednekanskij rajon
Il Srednekanskij rajon (in russo Среднеканский район?) è un rajon dell'Oblast' di Magadan, nell'Estremo Oriente Russo; il capoluogo è Sejmčan.

## Centri abitati
- Sejmčan
- Balygyčan
- Verchnij Sejmčan